# Estació de Plaça de Sants
Plaça de Sants (antigament anomenada simplement Sants) és una estació de les línies L1 i L5 del Metro de Barcelona situada sota la plaça del mateix nom l'estació de la L5 i sota el carrer de Sants l'estació de la L1 al districte de Sants-Montjuïc de Barcelona.
El 1926 es van inaugurar l'estació de la L1 del Metro de Barcelona com a part del primer tram del Metro Transversal. Llavors l'estació s'anomenava Sans. Posteriorment, el 1969 es va inaugurar l'estació de la L5 del Metro de Barcelona (llavors línia V).
El 1982 amb la reorganització dels números de línies i canvis de nom d'estacions va adoptar el nom actual.
| Metro de Barcelona     |            |       |               |                        |
| Procedència/Destinació | <          | Línia | >             | Procedència/Destinació |
| Hospital de Bellvitge  | Mercat Nou |       | Hostafrancs   | Fondo                  |
| Cornellà Centre        | Badal      |       | Sants Estació | Vall d'Hebron          |

## Accessos
- Plaça de Sants
- Carrer de Sants amb Alcolea
- Carrer de Sants amb Riego